# Officer Creek
Officer Creek är ett vattendrag i Australien. Det ligger i delstaten South Australia, omkring 1 000 kilometer nordväst om delstatshuvudstaden Adelaide.
Omgivningarna runt Officer Creek är i huvudsak ett öppet busklandskap. Trakten runt Officer Creek är nära nog obefolkad, med mindre än två invånare per kvadratkilometer. Genomsnittlig årsnederbörd är 183 millimeter. Den regnigaste månaden är februari, med i genomsnitt 32 mm nederbörd, och den torraste är augusti, med 1 mm nederbörd.